# Cadre (cómic)
Cadre es un equipo de supervillanos del Universo DC Comics. La única excepción es el Cadre de los Inmortales, la mayoría de los cuales se convirtieron en héroes. Su primera aparición fue en Justice League #235 (febrero de 1985) y fue creado por Gerry Conway y Chuck Patton.

## Apariciones en otros medios

### Televisión
Shatterfist, Black Mass, Fastball y Crowbar hicieron una aparición en el episodio "Clash" de la serie animada Liga de la Justicia Ilimitada. Ellos fueron vencidos por Superman y Batman fácilmente. Black Mass y Fastball también aparecieron como miembros de la Legión del Mal.

### Miembros
Starshrike
Shrike II
Shatterfist I and II
Black Mass
Crowbar
Nightfall
Overmaster
Ice
Doctor Polaris I
Fastball
Devastator
Prester John
Ewald Olaffson
Mahayogi
Maya
Druid II
Osiris II
Mohammed Ibn Bornu
Musashi
Phalanx
Seneca
Xiuhtecutli